# K-19: The Widowmaker
K-19: The Widowmaker is een film uit 2002 geregisseerd door Kathryn Bigelow. Het gaat over een waargebeurd ongeluk met de K-19, een Hotelklasse Sovjet-onderzeeboot, in 1961. Echter, het plot is gebaseerd op een verhaal van Louis Nowra, dat voor de film door Christopher Kyle werd aangepast. De film werd gemaakt door producenten uit de Verenigde Staten, het Verenigd Koninkrijk, Duitsland en Canada.

## Plot
In 1961 is de Koude Oorlog op zijn hoogtepunt en de Sovjet-Unie lanceert haar nucleaire paradepaardje: de K-19. De niet volledig afgewerkte boot wordt vroegtijdig te water gelaten. Kapitein Mikhail Polenin, bevelvoerder en zeer geliefd bij zijn bemanning, moet voor deze eerste tocht het commando tijdelijk overdragen aan de onwrikbare kapitein Alexei Vostrikov. Hij blijft wel aan boord. Polenin is zich ten zeerste bewust van de tekortkomingen aan de boot, maar Vostrikov heeft hier geen oren naar en zet door. Hoewel Polenin en Vostrikov als water en vuur zijn, delen zij dezelfde onvoorwaardelijke vaderlandsliefde. Polenin schikt zich naar de bevelen van zijn bevelvoerende kapitein. De K-19 zet koers naar Amerikaanse wateren. Tijdens de tocht, waarbij Vostrikov de bemanning heel wat oefeningen laat doen, wordt de boot grondig getest. Deze oefeningen zijn niet zonder risico. Plots wordt een schokkende ontdekking gedaan: een lek in het koelsysteem van de nucleaire reactor. Een kernsmelting dreigt. De onverschrokken Vostrikov en zijn bemanning bundelen hun krachten om een bijna onafwendbare tragedie te vermijden. In een race tegen de klok leren zij de ware betekenis kennen van plichtsbesef, eer en opoffering.
De kernreactor wordt gestabiliseerd, de K-19 slaagt er uiteindelijk in haar thuisbasis te bereiken, maar de gevolgen van het ongeval zijn bijzonder ernstig. Zeven bemanningsleden sterven binnen de maand aan de gevolgen van stralingsziekte. Twintig anderen stierven in de nasleep van het drama aan dezelfde gevolgen.

## Rolverdeling
| Acteur                   | Personage                 |
| ------------------------ | ------------------------- |
| Harrison Ford            | Kapitein Alexei Vostrikov |
| Liam Neeson              | Kapitein Mikhail Polenin  |
| Joss Ackland             | Marshal Zelentsov         |
| Shaun Benson             | Leonid Pashinski          |
| Tygh Runyan              | Maxim Portenko            |
| Peter Sarsgaard          | Vadim Radtchenko          |
| Christian Camargo        | Pavel                     |
| James Ginty              | Anatoly                   |
| Ingvar Eggert Sigurðsson | Gorelov                   |